# Едвард Александер Рачинський
Едвард Александер (Олександр) Рачинський (пол. Edward Aleksander Raczyński; 21 січня 1847, Дрезден — 6 травня 1926, Краків) — польський колекціонер, засновник галереї в Рогаліні, член Галицького сейму (1889—1895).

## Біографія
Граф Едвард Александер, внук графа Едварда Рачинського, з роду Рачинських — позашлюбний син Роджера Мауриція Рачинського та княгині Зинаїди Любомирської з Голинських. Щоб забезпечити законність прав свого сина, його батько одружився із Марією Ернестіною Ґотшал (1822—1851), яка погодилася визнати його своїм сином.
У 1866 році закінчив юридичний факультет Королівської католицької гімназії в Оструві.
Заснував галерею в Рогаліні та був президентом Товариства друзів образотворчого мистецтва у Кракові. Він зібрав 466 роботи, з яких до цього дня збережено близько 350 творів.
Папа Пій IX надав йому титул камергера.

## Родина
Його особисте життя було повне перипетій. Його любов до двоюрідної сестри Ружі з Потоцьких зазнала утиску з боку сім'ї, тому стосунки розпалися. У 1877 році одружився з графинею Марією Беатріс Красінською, дочкою поета Зи́гмунта Красінського. У той самий час Роза обвінчалася з братом Марії, Владиславом Красінським. Обидва шлюби були невдалими та недовговічними — як і Марія Беатрис, так і її брат Владислав страждали від туберкульозу. Едвард Рачинський одружився з Ружею Потоцькою-Красінською у 1886 році у Кшешовіце.
Від першого шлюбу з Марією Беатрис (до шлюбу Красінською) (1850—1884) у нього був син Кароль Роджер Рачинський (1878—1946).
Від другого шлюбу з Розою (Ружею) Потоцькою (у першому шлюбі Красінською) — сини Роджер Адам Рачинський та Едвард Бернард Рачинський.